# Belgrano Athletic Club
Belgrano Athletic Club is een Argentijnse sportclub uit Belgrano, een stadsdeel van de hoofdstad Buenos Aires. De club is het meest bekend voor zijn rugbyteam, maar is ook actief in veldhockey, tennis, squash, cricket, bowls en zwemmen.

## Geschiedenis

### Voetbal
De club werd op 17 augustus 1896 officieel opgericht. De club speelde tussen 1896 en 1916 in de Argentijnse amateurcompetitie en won drie landstitels, in 1899, 1904 en 1908. Verder won de club ook een aantal bekercompetities. De club had een zware rivaliteit met Alumni Athletic Club. In 1912 scoorde de club een historische 10-1 overwinning op CA River Plate, de zwaarste nederlaag voor deze club in het amateurtijdperk. In 1916 degradeerde de club uit de hoogste klasse. De club slaagde er niet in terug te keren en focuste zich later op andere sporten in plaats van op voetbal.

## Erelijst

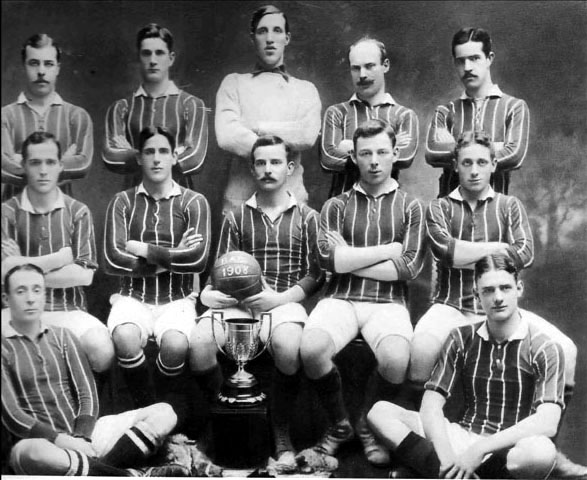
Voetbalelftal dat in 1908 de landstitel won.

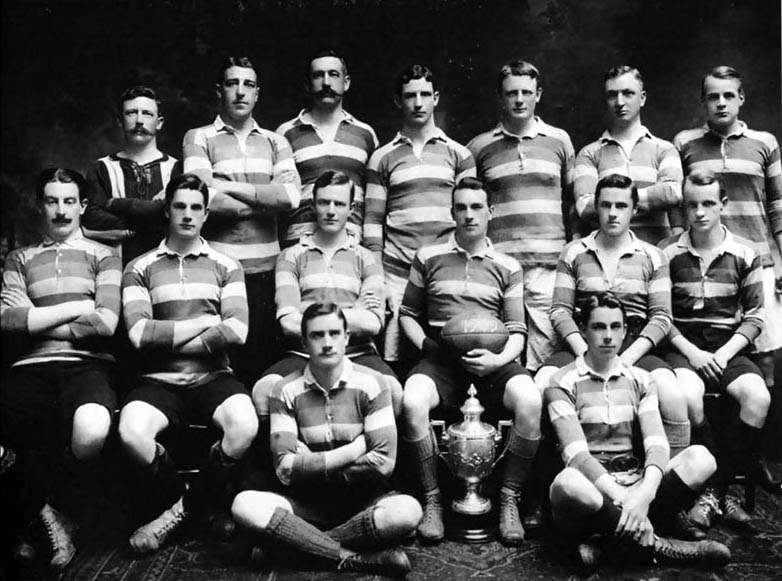
Rugbyteam van 1909.

### Cricket
Landskampioen: 1902-03, 1905-06, 1906-07, 1907-08, 1908-09, 1910-11, 1911-12, 1914-15, 1918-19, 1923-24, 1925-26, 1926-27, 1928-29, 1929-30, 1931-32, 1932-33, 1953-54, 1954-55, 1955-56, 1958-59, 1961-62, 1965-66, 1967-68, 1968-69, 1969-70, 1970-71, 1973-74, 1974-75, 1980-81, 1981-82, 1983-84, 1984-85, 1988-89, 1989-90, 1991-92, 1997-98, 2001-02, 2005-06

### Voetbal
Landskampioen
1899, 1904, 1908
Copa de Honor Municipalidad de Buenos Aires
1907
Tie Cup
1900
Copa de Honor Cousenier
1907

### Rugby union
Torneo de la URBA
1907, 1910, 1914, 1921, 1936, 1940, 1963, 1966, 1967, 1968

### Veldhockey
Metropolitano Primera División (vrouwen)
1942, 1946, 1949, 1974

## Tenues
| Voetbal 1896-1916 | Rugby 1896-1919 | Rugby 1919-heden |